# سیبیتوک، بوروندی
سیبیتوک (به سواحیلی: Cibitoke) شهری در استان سیبیتوک واقع در کشور بوروندی است که در سال ۱۹۹۰ میلادی ۸٫۲۸۰ نفر جمعیت داشته و جمعیت آن در سال ۲۰۰۵ میلادی به ۱۴٫۲۲۰ نفر رسیده‌است.